# Angelo Maria Cicolani
Angelo Maria Cicolani (4 de abril de 1952 - 27 de octubre de 2012) fue un político italiano. Él fue un miembro del Senado italiano desde 2001 hasta su muerte, y un Cuestor en el Senado a partir de 2011. Cicolani murió a la edad de 60 años el 27 de octubre de 2012 después de una larga enfermedad.